# Departement der Elbe
Das Departement der Elbe (französisch Département de l’Elbe), 1810/11 auch Ober-Elbe Departement genannt, war von 1807 bis 1813/14 eine Verwaltungseinheit (Departement) des Königreichs Westphalen. 

## Geschichte
Das Departement wurde am 1. Dezember 1807 aus dem größten Teil des Herzogtums Magdeburg auf dem linken Elbufer aus der vorher zu Brandenburg gehörenden Altmark, aus der Grafschaft Barby, aus den von Sachsen abgetrennten Gommerschen Ämtern (Gommern, Ranies, Elbenau und Plötzky), einigen Teilen des Halberstädtischen, aus dem braunschweigischen Amte Calvörde und aus dem Amt Weferlingen gebildet. Hauptort des Departements war Magdeburg. Aufgrund seiner im Wesentlichen von Preußen abgetretenen Gebiete und der Festung Magdeburg hatte das Departement der Elbe eine besondere symbolische und strategische Funktion in Bezug auf die westphälische Reformpolitik und die Rolle des neuen Königreichs gegenüber dem benachbarten Preußen.
Im März 1808 hatte Sachsen die Grafschaft Barby und das Amt Gommern abgetreten; beide wurden dem Distrikt Magdeburg zugeteilt. Bis Januar 1810 sollen die Kantone Brome und Klötze beim Fürstentum Hannover geblieben sein.
Am 1. September 1810 schlug Napoleon das restliche Fürstentum Hannover zum Königreich Westphalen, das dadurch drei neue Departements erhielt. Für das Departement der Elbe ergaben sich daraus folgende Änderungen: Der Distrikt Salzwedel verlor acht Kantone (Jübar, Kalbe, Groß Apenburg, Beetzendorf, Diesdorf, Salzwedel (Stadt), Salzwedel (Land) und Arendsee) an das Departement der Nieder-Elbe. Die Kantone Mieste, Gardelegen (Stadt), Gardelegen (Land), Zichtau kamen an den Distrikt Neuhaldensleben, die Kantone Bretsche und Pollitz an den Distrikt Stendal. Damit war der Distrikt Salzwedel aufgelöst. Dafür gab es einen neuen Distrikt Salzwedel im Departement der Nieder-Elbe. In den wenigen Monaten der Existenz des Departements der Nieder-Elbe (September 1810 bis ca. März 1811) wurde das Departement auch Ober-Elbe Department genannt.
Mit Dekret vom 7. August 1810 wurde zur Entlastung des Appellationsgerichts in Cassel ein weiteres Appellationsgericht in Celle eingerichtet zuständig für die drei neuen Departements (Elbe- und Weser-Mündung, Nieder-Elbe und Aller) sowie für die Departements der Elbe und der Oker.
Auf Grund der Annexion der Norddeutschen Küstenländer durch Frankreich und der Gründung der Hanseatischen Departements zum 1. Januar 1811 traten für das Departement der Elbe erneut Veränderungen ein. Der Distrikt Salzwedel kam wieder zurück ins Departement. Schließlich kamen am 22. März 1811 die Dörfer Cracau und Prester, auf dem rechten Elbufer nahe der Magdeburger Zitadelle, zum Kanton Sudenburg, der Herrenkrug zum Stadtkanton Magdeburg. Sie waren kurz zuvor von Preußen abgetreten worden.
Das Departement der Elbe machte den nordöstlichen Teil des Königreichs Westphalen aus. Im Norden befand sich das französisch besetzte Herzogtum Lüneburg, im Wesentlichen östlich der Elbe lag das Herzogtum Anhalt. Zum Königreich Westphalen gehörte westlich die Departements Saale und Oker. Die Grenze verlief von dem Fluss Bode, am Zollhaus, wo die Bode aus dem Halberstädtischen tritt, entlang der Grenze zwischen dem Halberstädtischen und dem Magdeburgischen bis in die Gegend von Gehringsdorf, lässt dann Warmsdorf links liegen und geht in Richtung dem Fluss Aller bis Grafhorst und dann Lüneburg.
Den Namen erhielt das Departement von der Elbe. Mit Ausnahme einiger Teile Magdeburgs und des Amtes Gommern bildete der Fluss die Grenze.
1811: Das Departement der Elbe grenzte nun im Norden an das Herzogtum Mecklenburg, so das Staatshandbuch, nördlich lag aber das Departement Aller. Im Osten grenzte es an Preußen, im Süden an Sachsen und Anhalt, im Westen befanden sich die Departements der Saale und Oker.
Zustand 1811:
Das Departement der Elbe umfasste etwa 160 Quadratmeilen oder 444 Quadrat-Lieues oder 3.529,200 Braunschweigische Morgen, davon 511,6 Morgen Wald. Die Einwohnerzahl wurde zum 1. Dezember 1810 mit 309.902 Personen (ohne Militär) angegeben. Sie lebte in vier Distrikten, 59 Kantonen, 531 Gemeinden, 45 Mairien, 61 Friedensgerichten, in 29 Städten, zwölf Flecken, elf Vorstädten, 820 Dörfern, 168 Weilern, 157 alleinstehenden Häusern. Es gab insgesamt 42.870 Feuerstellen.
- Im Distrikt Magdeburg lebten 110.302 Einwohner auf fast 27 Quadratmeilen. Die Stadt Magdeburg war sowohl Distrikts- als auch Departementshauptstadt.
- Im Distrikt Neuhaldensleben lebten 63.606 Einwohner auf fast 39,5 Quadratmeilen.
- Im Distrikt Stendal lebten 55.572 Einwohner auf fast 39,7 Quadratmeilen.
- Im Distrikt Salzwedel lebten 80.422 Einwohner auf fast 53,4 Quadratmeilen.

Durch Dekret vom 4. August 1810 wurden die Kantone Mieste (Stadt und Land), Gardelegen und Zichtau zum Distrikt Neuhaldensleben sowie die Kantone Bretsche und Polliz zum Distrikt Stendal geschlagen. Der Rest des Distrikts Salzwedel kam in das Departement der Niederelbe.
Das Königreich Westphalen war in Departements, die Departments in Distrikte, diese in Kantone und diese in Municipalitäten eingeteilt.
| Distrikt           | Kantone |
| ------------------ | --- |
| Magdeburg          | Aken, Groß Rosenburg, Calbe (Stadt), Calbe (Land), Staßfurt, Schönebeck, Groß Salze, Egeln, Langenweddingen, Sudenburg, Neustadt, Olvenstedt, Wanzleben, Groß Germersleben, Seehausen, Magdeburg           |
| Neuhaldensleben    | Rogäz, Wolmirstedt, Groß Ammensleben, Neuhaldensleben, Calvörde, Markt Alvensleben, Eichenbarleben, Erxleben, Walbeck, Oebisfelde,                                                                         |
| Stendal            | Burgstall, Grieben, Tangermünde, Lüderitz, Stendal (Stadt), Stendal (Land), Bismark, Schinne, Arneburg, Werben, Osterburg (Land) (bis 1809), Osterburg (Stadt) (bis 1809), Osterburg (ab 1809), Seehausen, |
| Salzwedel bis 1810 | Mieste, Gardelegen (Stadt), Gardelegen (Land), Zichtau, Brome, Klötze, Kalbe, Groß Apenburg, Beetzendorf, Diesdorf, Salzwedel (Stadt), Salzwedel (Land), Arendsee, Bretsch und Pollitz                     |
|                    | Vom 1. September 1810 bis zum März 1811 gehörte der neu gebildete Distrikt Salzwedel zum Departement der Nieder-Elbe, danach (wieder) zum Departement der Elbe                                             |
| Salzwedel          | Quickborn, Lüchow, Gartow, Wustrow, Wittingen. Jübar, Kalbe, Apenburg, Beetzendorf, Diesdorf, Salzwedel (Land) Salzwedel (Stadt) und Arendsee                                                              |

## Die Präfekturen
Das Departement der Elbe hatte seinen Sitz in Magdeburg. Es wurde geleitet vom Präfekten Alexander Graf von der Schulenburg-Emden, unterstützt von seinem Sekretär Franke. Seit 1813 war Legras de Bercagny Präfekt. Er war Franzose und hatte zur Entstehungszeit des Königreichs die "Hohe Polizei" (Geheimpolizei) aufgebaut. Er löste von der Schulenburg ab, der in Ungnade gefallen war und deshalb zum Staatsrat befördert wurde, wo er keinen direkten Einfluss auf die Verwaltung mehr hatte. Die Präfektur in Magdeburg war bewusst mit einem Franzosen besetzt worden, um die Probleme zwischen dem französischen Militär und der Zivilverwaltung leichter beheben zu können. Der Präfekt verwaltete auch die Unterpräfektur, in der sich der Präfektursitz befand. Mit Le Gras de Bercagny wurde aber eigens ein Unterpräfekt für Magdeburg, der Staatsratsauditeur Henneberg, ernannt. Der Ratsversammlung gehörten (1810) die Herren Immernann, Costenobel, Schulz und Weyhe an.
Zur Ratsversammlung des Unterpräfekts Magdeburg gehörten (1810) Bennecke, Grunow, de Mahrenholz, d´Ahlemann, Döbbel, Klotze, Voigtel und Delbrück. 1812 waren es Graf von Alvensleben, von Schulenburg auf Altenhausen, von Vangerow, von Klevenow, von Röder, Schulz, von Bismark, auf Crewese, von Busche, von Knesebeck, von Medingen, Rötger, von Bornstädt, von Alvensleben auf Zichtau und Sombart.
Weitere Unterpräfekten gab es in
- Neuhaldensleben: der Präfekt Baron de Froreich mit seinem Sekretär Tuckhard,
- Salzwedel: von 1808 bis 1810, Unterpräfekt Burchard von Bülow, von 1810 bis 1813 der Unterpräfekt Rittmeister Ludwig von Westphalen mit seinem Sekretär Schönewald, ab 1811 d´Uslar, sowie in
- Stendal: Unterpräfekt Graf von Schulenburg-Bodendorf mit seinem Sekretär Breil